# هيروشي إسماعيل
هيروشي إسماعيل (بالإنجليزية: Hiroshi Ismael)‏ هو سياسي ميكرونيسي، ولد في 30 نوفمبر 1936 في كوسراي في ولايات ميكرونيسيا المتحدة، وتوفي بنفس المكان في 31 يوليو 2008.